# Лавренов Яків Михайлович
Яків Михайлович Лавренов (рос. Яков Михайлович Лавренов; 1912—1957,Київ) — радянський військовий діяч, генерал-майор артилерії.

## Біографія
Народився в 1912 році. Росіянин. У 1933 році призваний на службу в Робітничо-селянську Червону Армію Новооскольським районним військовим комісаріатом Курської області. У 1938 році був нагороджений Почесною грамотою Президії Верховної Ради СРСР.
З 13 серпня 1941 року — на фронтах німецько-радянської війни. Спочатку воював начальником штабу 813-го артилерійського полку 296-ї стрілецької дивізії. Брав участь у важких боях першого періоду війни в Україні, в тому числі на Дніпрі. 2 вересня 1941 року в боях на Каховському плацдармі був поранений. Згодом брав участь у боях за Крим. Пізніше служив начальником штабу артилерії 10-го стрілецького корпусу.
Надалі брав участь у відвоюванні Донбасу, особисто керував відбиттям контратак піхоти і бойової техніки противника. Пізніше призначений на посаду командира 358-го артилерійського полку 126-ї стрілецької дивізії 2-ї гвардійської армії. На чолі цього полку брав активну участь у прориві німецької оборони на Перекопському перешийку і звільненні Криму.

Могила Якова Лавренова

На завершальному етапі війни командував артилерією 126-ї стрілецької дивізії. У боях на території Східної Пруссії, в тому числі за Кенігсберг, дивізіонна артилерія завдала військам противника великих втрат. Всього ж за час війни Лавренов три рази був поранений і один раз контужений.
Після закінчення війни продовжив службу в артилерійських частинах Радянської армії. Дослужився до звання генерал-майора артилерії. Проживав у Києві. Помер в 1957 році, похований на Лук'янівському військовому кладовищі.

## Нагороди
Нагороджений орденом Леніна (15 квітня 1945), трьома орденами Червоного Прапора (14 січня 1943; 2 січня 1945; ?), орденом Олександра Невського (2 квітня 1945), двома орденами Вітчизняної війни 1-го ступеня (30 листопада 1943; 27 квітня 1944), двома орденами Червоної Зірки (23 лютого 1942; ?) і низкою медалей.